# Sankt Leonhard bei Freistadt
Sankt Leonhard bei Freistadt település Ausztriában, Felső-Ausztria tartományban, a Freistadti járásban, területe 35 km².

## Fekvése
Tengerszint feletti magassága 810 méter. Sankt Leonhard bei Freistadt Sankt Oswald bei Freistadt, Weitersfelden, Kaltenberg, Unterweißenbach, Schönau im Mühlkreis és Gutau településekkel határos.

## Népesség
Lakosainak száma 1394 fő (2018. január 1.).